# Corrupted Blood-hændelsen
 Der er for få eller ingen kildehenvisninger i denne artikel, hvilket er et problem. Du kan hjælpe ved at angive troværdige kilder til de påstande, som fremføres i artiklen.

Corrupted Blood-hændelsen var en glitch i MMORPG-spillet World of Warcraft, der optrådte 13. september 2005, og som tog form af en virtuel epidemi. Epidemien begyndte da et nyt område blev åbnet i spillet (the raid of Zul'Gurub), i hvilken områdets stærkeste fjende, bossen Hakkar, ville inficere sine angribere med en forbandelse, der drænede liv og var yderst smitsom. Denne forbandelse hed Corrupted Blood.
Forbandelsen, der kun var beregnet til at vare nogle få sekunder og kun skulle være virksom inden for det nyåbnede område Zul'Gurub spredte sig dog snart over hele den virtuelle verden, da spillere opdagede at teleportationsmagi kunne bringe sygdommen ud fra det begrænsede område, den var planlagt til. Både ved tilfælde og gennem bevidste handlinger spredte Corrupted Blood sig således snart som en pandemi, der hurtigt dræbte spillere på lavere niveauer, og var til stor gene for spillere på høje niveauer. Spillet ændrede sig drastisk som følge heraf, da spillere gjorde hvad de kunne for at undgå at blive inficerede. På trods af forholdsregler som programmør-skabte karantæner, samt spilleres valg om at holde sig væk fra tæt befolkede områder (eller blot helt undlade at spille spillet i en periode) blev epidemien i sidste ende kun bragt under kontrol via en kombination af patches og ved at genstarte den virtuelle verden.
Betingelserne og reaktionerne ved hændelsen tiltrak sig opmærksomhed fra epidemiologer, da den kunne tjene som eksempel på hvordan mennesker i den virkelige verden ville reagere på en ægte epidemi. Folk der arbejder med anti-terrorisme holdt ligeledes øje med begivenheden, da visse spillere planlagde og udførte tiltag, der spredte epidemien.